# Трново (Битола)

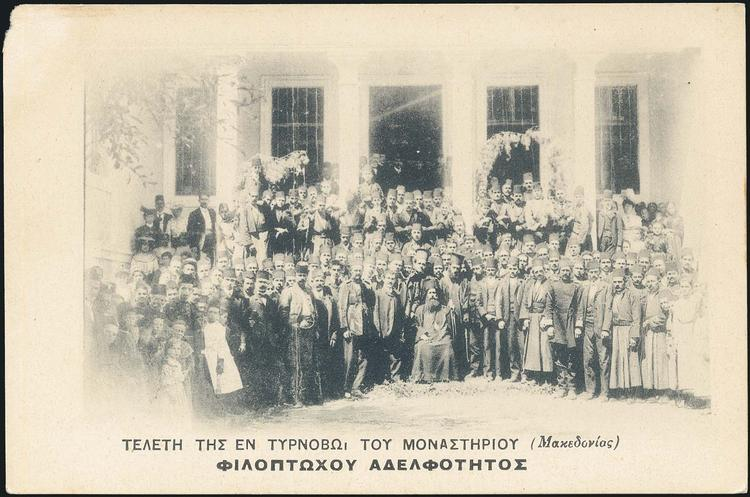
Грецька школа в Трново, фото початку XX століття

Трново (мак. Трново) — село в общині Битола, у Північній Македонії. Село знаходиться в долині на північних схилах гірського масиву Пелістер, на висоті близько 800 м над рівнем моря. Відстань до адміністративного центру общини Битоли складає 23 км. На заході межує з селом Магарево. Населене переважно арумунами.
Село займає площу 7,7 км², з яких 3,64 км² орна земля, на ліси приходиться 3,15 км², а на пасовиська — 1,23 км². Населення переважно займається сільським господарством. Є поштове відділення, амбулаторія, магазин. Також у селі є церква й кафе.

## Населення
Одне з 5 арумунських сіл регіону, інші Ніжеполе, Магарево, Маловіште, Гопеш.
Станом на 1900 рік у Трново мешкало 2400 осіб, на 1905 рік — 2160 осіб, 1953 року — 158 (81 македонці, 76 арумунів, 1 албанець) За переписом 1961 року в селі мешкали 159 осіб, а 1994 року — 90, з яких 74 македонці, 9 арумунів, 7 інших. За переписом 2002 року у селі було тільки 87 мешканців (52 македонці, 24 арумуни, 1 інший; усі православні), а дослідження 2019 року виявило лише 60 осіб.

## Відомі люди

### Уродженці
- Димітрі Атанасеску[bg] — арумунський просвітник